# Gonomyia (Leiponeura) parvispinosa
Gonomyia (Leiponeura) parvispinosa is een tweevleugelige uit de familie steltmuggen (Limoniidae). De soort komt voor in het Palearctisch gebied.